# Irreligiosità in Iran
L'irreligiosità in Iran è emarginata e, secondo il censimento ufficiale 2011, solo 265.899 persone non ha indicato alcuna religione (0,3% della popolazione totale) come propria. Tuttavia, la religiosità è fortemente legata all'identità nazionale iraniana ed il numero dei musulmani non praticanti è molto più elevato.
L'areligiosità, l'agnosticismo e l'ateismo in Iran è spesso di natura politica. L'accademico e politico iraniano Mehdi Bazargan ebbe ad osservare che "contrastare l'Islam a favore del nazionalismo equivale a distruggere noi stessi. Negare l'identità iraniana e considerare favorevolmente il nazionalismo irreligioso è parte integrante del movimento anti-iraniano ed è il lavoro degli anti-rivoluzionari". Secondo il manager Ali Reza Eshraghi, la pressione religiosa e di governo inadeguata hanno fatto del popolo iraniano uno dei meno religiosi della regione. Alcune femministe iraniane sono state anche etichettate come irreligiose e atee.
I giovani iraniani irreligiosi sono inclini al moderatismo politico, e la gioventù iraniana è tra quella più politicamente attiva più fra le 57 nazioni del mondo islamico. Come segmento più irrequieto della società iraniana, i giovani hanno anche rappresentano una delle minacce più gravi a lungo termine per l'attuale forma di governo teocratico. Dopo le Proteste post-elettorali in Iran del 2009-2010 e l'elezione presidenziale del 2009, i giovani sono stati in prima linea costituendo il più grande blocco coinvolto per aver sostenuto e richiesto il "potere del popolo", un attivo movimento per la democrazia (vedi il Movimento Verde) ed il cambiamento generale con la creazione di una nuova politica dinamica del Medio Oriente.
L'Iran è una delle società più tecnologicamente avanzate nel mondo in via di sviluppo, con una stima di 28 milioni di utenti Internet, la cui guida è in mano ai giovani. La maggior parte delle giovani generazioni iraniane sono ritenute vogliose di essere parte della comunità internazionale e a favore della globalizzazione.